# Budersand
Koordinaten: 54° 46′ 5″ N, 8° 17′ 49″ O

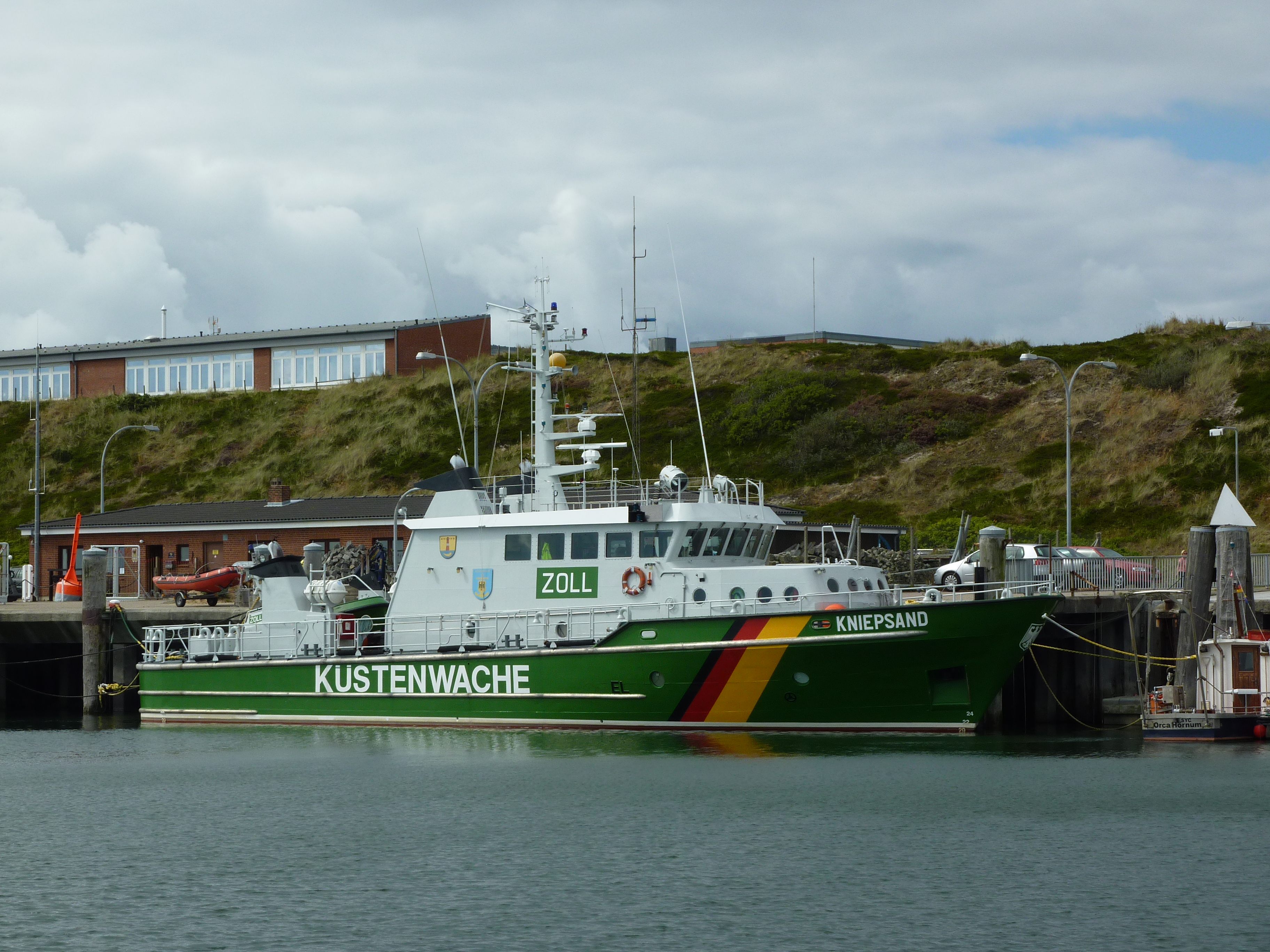
Blick auf einen Teil des Budersandes vom Hafen aus

Der Budersand ist eine Düne an der Südostküste der Insel Sylt im östlichen Bereich des Ortes Hörnum. Diese heute mit 32 Metern Höhe höchste Erhebung auf der südlichen Nehrung der Insel und zweithöchste Düne auf Sylt diente über Jahrhunderte als natürliches Seezeichen. 
Von 1765 bis etwa 1785 stand ein Haus in den Dünen beim Budersand, das in dem damals unbewohnten Südteil der Insel zur Bergung von Strandgut diente, aber schon bald von feindlich gesinnten Amrumern und Rantumern geschleift wurde.
Heute befinden sich in unmittelbarer Nähe der Düne der „Golfclub Budersand“ und das „Hotel Budersand“.